# 德扬·萨维切维奇
德扬·萨维切维奇（1966年9月15日—），黑山退役足球運動員，退役前司職進攻中場，曾代表南斯拉夫国家队参加1990年国际足联世界杯，结果队伍止步八强赛。